# West Springfield (Virginia)
West Springfield es un lugar designado por el censo en el  condado de Fairfax, Virginia  (Estados Unidos). Según el censo de 2010 tenía una población de 29.669 habitantes.

## Demografía
Según el censo del 2000, West Springfield tenía 28.378 habitantes, 10.289 viviendas, y 7.840 familias. La densidad de población era de 1.606,6 habitantes por km².
De las 10.289 viviendas en un 36,8%  vivían niños de menos de 18 años, en un 64,4%  vivían parejas casadas, en un 8,9% mujeres solteras, y en un 23,8% no eran unidades familiares. En el 18,8% de las viviendas  vivían personas solas el 4,5% de las cuales correspondía a personas de 65 años o más que vivían solas. El número medio de personas viviendo en cada vivienda era de 2,76 y el número medio de personas que vivían en cada familia era de 3,16.
Por edades la población se repartía de la siguiente manera: un 25,6% tenía menos de 18 años, un 6,2% entre 18 y 24, un 29,3% entre 25 y 44, un 28,9% de 45 a 60 y un 9,9% 65 años o más.
La edad media era de 39 años.  Por cada 100 mujeres de 18 o más años  había 91,4 hombres.
La renta media por vivienda era de 84.250$ y la renta media por familia de 94.125$. Los hombres tenían una renta media de 61.953$ mientras que las mujeres 40.380$. La renta per cápita de la población era de 35.375$. En torno al 1,7% de las familias y el 2,4% de la población estaban por debajo del umbral de pobreza.

## Localidades adyacentes
El siguiente diagrama muestra a las localidades más próximas a West Springfield.